# Dang Deukhuri (huyện)
Dang Deukhuri (tiếng Nepal:दाङ-देउखुरी जिल्ला) là một huyện thuộc khu Rapti, vùng Trung Tây Nepal, Nepal. Huyện này có diện tích 2955 km², dân số thời điểm năm 2001 là 462380 người.

## Dân số
Biến động dân số giai đoạn 1952-2001:
| Năm    | 1952  | 1961  | 1971   | 1981   | 1991   | 2001   |
| ------ | ----- | ----- | ------ | ------ | ------ | ------ |
| Dân số | 89315 | 98607 | 167820 | 266393 | 354413 | 462380 |